# Pentelicus varicornis
Pentelicus varicornis är en stekelart som först beskrevs av Girault 1917.  Pentelicus varicornis ingår i släktet Pentelicus och familjen sköldlussteklar. Inga underarter finns listade i Catalogue of Life.